# Bianca Farella
Bianca Farella (10 de abril de 1992) é uma ruguebolista de sevens canadense, medalhista olímpica.

## Carreira
Bianca Farella integrou o elenco da Seleção Canadense Feminina de Rugby Sevens medalha de bronze na Rio 2016.